# Талица (верхний приток Святицы)
Талица — река в России, левый приток Святицы (бассейн Волги). Протекает в Унинском и Фалёнском районах Кировской области. Устье реки находится в 104 км по левому берегу Святицы. Длина реки составляет 14 км.
Исток реки на Красногорской возвышенности южнее деревни Муляны. Исток находится в Унинском районе, вскоре после истока река перетекает в Фалёнский. Генеральное направление течения — северо-восток, большая часть течения проходит по ненаселённой местности. В верхнем течении протекает около деревни Муляны, других жилых населённых пунктов на реке нет.
Впадает в Святицу у покинутой деревни Петруши.

## Данные водного реестра
По данным государственного водного реестра России относится к Камскому бассейновому округу, водохозяйственный участок реки — Чепца от истока до устья, речной подбассейн реки Вятка. Речной бассейн реки — Кама.